# آبچنار، خرم‌آباد
آبچنار، روستایی از توابع بخش مرکزی شهرستان خرم‌آباد در استان لرستان ایران است.

## جمعیت
این روستا در دهستان کاکاشرف قرار دارد و در سرشماری مرکز آمار ایران در سال ۱۳۸۵، جمعیت آن اعلام نشده‌است.